# Variationsmetoden (kvantmekanik)
Variationsmetoden är en approximationsmetod inom kvantmekaniken för att finna kvanttillstånd, i synnerhet grundtillstånd, som bygger på variationsprincipen. 
Genom att ansätta en försöksvågfunktion och variera denna tills man hittar den bästa approximativa lösningen som minimerar energin.
Exempel på approximationsmetoder som bygger på variationsmetoden är Hartree-metoden, Hartree–Fock-metoden, täthetsfunktionalteori och Ritz-metoden.

## Beskrivning
Metoden bygger på variationsprincipen, det vill säga att för ett givet system, med en given hamiltonoperator H, har grundtillståndet E0 alltid lägst energi
{\displaystyle E_{0}\leq E}
Strategin för att hitta approximativa lösningar till Schrödingerekvationen är därmed att ansätta en försöksvågfunktion som beror på en eller flera parametrar och sedan minimera energin med avseende på dessa med hjälp av variationskalkyl. Det erhållna värdet blir den bästa approximationen som kan erhållas givet formen av försöksvågfunktionen.
Energin fås direkt från Schrödingerekvationen
{\displaystyle H\left|\Psi \right\rangle =E\left|\Psi \right\rangle }
vilket kan multipliceras med {\displaystyle \langle \Psi |} från vänster, se bra-ket-notation, vilket ger
{\displaystyle \langle \Psi |H|\Psi \rangle =E\langle \Psi |\Psi \rangle }
eftersom E är en skalär och kan skrivas framför operatorn. Detta ger med en enkel omskrivning
{\displaystyle E={\frac {\langle \Psi |H|\Psi \rangle }{\langle \Psi |\Psi \rangle }}}
vilket är uttrycket som måste beräknas och minimeras.

### Exempel
Genom att ansätta en försöksvågfunktion till väteatomen av formen
{\displaystyle \psi =Ne^{-\alpha r^{2}}}
kan man uppskatta energin genom att beräkna
{\displaystyle E={\frac {\langle \psi |H|\psi \rangle }{\langle \psi |\psi \rangle }}}
där hamiltonoperatorn är känd
{\displaystyle H=-{\frac {\hbar ^{2}}{2m}}\nabla ^{2}-{\frac {e^{2}}{4\pi \epsilon _{0}r}}}
Vilket med den ansatta försöksvågfunktionen ger
{\displaystyle E={\frac {\langle \psi |H|\psi \rangle }{\langle \psi |\psi \rangle }}={\frac {\int \psi ^{*}(H\psi )\,\mathrm {d} \mathbf {r} }{\int \psi ^{*}\psi \,\mathrm {d} \mathbf {r} }}={\frac {3}{2}}{\frac {\hbar ^{2}}{m}}\alpha -{\frac {e^{2}}{2\pi \epsilon _{0}}}{\sqrt {\frac {2\alpha }{\pi }}}}
med hamiltonoperatorn i sfäriska koordinater och verkande på en av vågfunktionerna i uttrycket.
Minimering med avseende på parameters {\displaystyle \alpha } ger nu
{\displaystyle {\frac {\mathrm {d} E}{\mathrm {d} \alpha }}=0\implies \alpha ={\frac {m^{2}e^{4}}{18\epsilon _{0}^{2}\hbar ^{4}\pi ^{3}}}}
vilket med insättning i uttrycket för energin ovan ger
{\displaystyle E_{\mathrm {min} }=-{\frac {1}{12}}{\frac {me^{4}}{\epsilon _{0}^{2}\hbar ^{2}\pi ^{3}}}\approx -11,5\,\mathrm {eV} }
vilket är större än det kända exakta värdet för väteatomens grundtillståndsenergi {\displaystyle E_{0}\approx -13,6\,\mathrm {eV} }.
Detta beror på att försöksvågfunktionen inte hade samma form som den exakta vågfunktionen. 
Ansätts istället en försöksvågfunktion som är av rätt form
{\displaystyle \psi =Ne^{-\beta r}}
fås genom samma räkning istället värdet {\displaystyle E_{\mathrm {min} }\approx -13,6\,\mathrm {eV} }.